# I sopravvissuti delle Ande
I sopravvissuti delle Ande (Supervivientes de los Andes) è un film messicano del 1976 diretto da René Cardona. La pellicola, basata su una storia vera, narra le allucinanti vicende a cui furono sottoposti i superstiti del famoso disastro aereo delle Ande del 13 ottobre 1972.

## Trama
Uruguay, 13 ottobre 1972. I componenti della squadra universitaria di rugby di Montevideo, in compagnia di alcuni parenti, sono in procinto di imbarcarsi su di un bimotore ad elica per raggiungere Santiago del Cile. A causa del maltempo però la trasvolata si complica a tal punto che l'aereo su cui viaggiano precipita nel bel mezzo delle Ande ad oltre 3000 metri di altitudine. Nell'incidente perdono la vita sia dei passeggeri che dei membri dell'equipaggio, ma i superstiti sono comunque molti e decidono di organizzarsi al meglio per riuscire a sopravvivere nell'attesa che arrivino i soccorsi. 
Proprio come i membri dell'equipaggio, anche i soccorritori, analizzando la tabella di volo, sono erroneamente convinti che il velivolo avesse già superato la città di Curicó e concentrano quindi tutte le ricerche in aree specifiche, rendendole così del tutto inutili. Nel frattempo, muovendosi per la montagna, alcuni superstiti trovano la coda dell'aereo che si era spezzata durante l'impatto e recuperano così il prezioso contenuto di alcune valigie come cibo e vestiti ma anche delle batterie senza però riuscire a far funzionare la radio di bordo. Dopo alcuni giorni di ricerche inutili la speranza dei soccorritori di trovare dei sopravvissuti è pari a zero e i dispersi vengono dati tutti per morti.
La situazione dei superstiti si aggrava sempre di più e col passare del tempo alcuni di loro rimangono vittime del freddo o della fame. A questo punto, senza alternative e in preda alla disperazione, pur di sopravvivere decidono di nutrirsi con i corpi delle persone decedute che avevano sepolto nella neve. Con le ultime forze rimaste due di loro partono in cerca di aiuto e, dopo aver girato in lungo e in largo per le Ande, riescono a trovare un pastore. Una volta chiamati i soccorritori anche i loro amici rimasti sulle montagne vengono tratti in salvo. Dopo 72 giorni dal disastro, per i 16 sopravvissuti è giunta finalmente l'ora di tornare a casa.

## Produzione

### Regia
La regia del film è accreditata a René Cardona Senior e non al figlio René Cardona Jr. come spesso indicato per questo film. Quest'ultimo tuttavia prende parte alla pellicola curandone la produzione e la sceneggiatura.

### Cast
Esclusa la presenza di Hugo Stiglitz già conosciuto in Le avventure di Robinson Crusoe e La notte dei mille gatti il cast è composto da attori perlopiù sconosciuti al pubblico italiano dell'epoca.

### Riprese
Come indicato nei titoli di coda le riprese esterne sono state effettuate in Colorado negli Stati Uniti e sulla Cordigliera delle Ande mentre quelle interne sono state effettuate negli Estudios Churubusco Azteca in Messico.

## Promozione
Nella parte superiore delle locandine italiane venne aggiunto un ritaglio dove si avvisava lo spettatore che nel film erano presenti scene di antropofagia, sconsigliandone quindi la visione alle persone più sensibili.

## Distribuzione
Il film venne distribuito nelle sale cinematografiche italiane nel settembre del 1976.

### Data di uscita
Le date di uscita internazionali nel corso del 1976 sono state:
- 15 gennaio 1976 in Messico (Supervivientes de los Andes)
- 4 agosto 1976 in Stati Uniti d'America (Survive!)
- 4 settembre 1976 in Italia
- 3 marzo 1977 in Germania Ovest (Überleben)

### Edizioni home video
Il 29 gennaio 2020 la Sinister Film ha distribuito, per la prima volta in Italia, il film in formato DVD (codice EAN:8054317086365).

## Accoglienza

### Incassi
Si è classificato al 75º posto tra i primi 100 film di maggior incasso della stagione cinematografica italiana 1976-1977.

### Critica
In un articolo apparso sul quotidiano Stampa Sera (all'epoca dell'uscita del film nelle sale cinematografiche) viene apprezzato come il regista sia riuscito, nel realizzare il film, ad attenersi scrupolosamente sia al libro Sopravvivere! dello scrittore Clay Blair che al libro Tabù di Piers Paul Read. Una critica negativa invece viene espressa per come la regia preferisca far leva sul raccapriccio anziché sulla comprensione e sulla pietà.